# Ellen Osiier
Ellen Ottilia Osiier (nume de fată Thomsen, n. 13 august 1890, Hjørring, Danemarca – d. 6 septembrie 1962, Copenhaga) a fost o scrimeră daneză specializată pe floretă. La Jocurile Olimpice din 1924 de la Paris, a devenit prima campioană olimpică feminină la scrimă, după ce a câștigat toate asalturile sale.
Era soția floretistului Ivan Osiier, vicecampion olimpic la Jocurile Olimpice din 1912 de la Stockholm.